# Gusiew (krater marsjański)

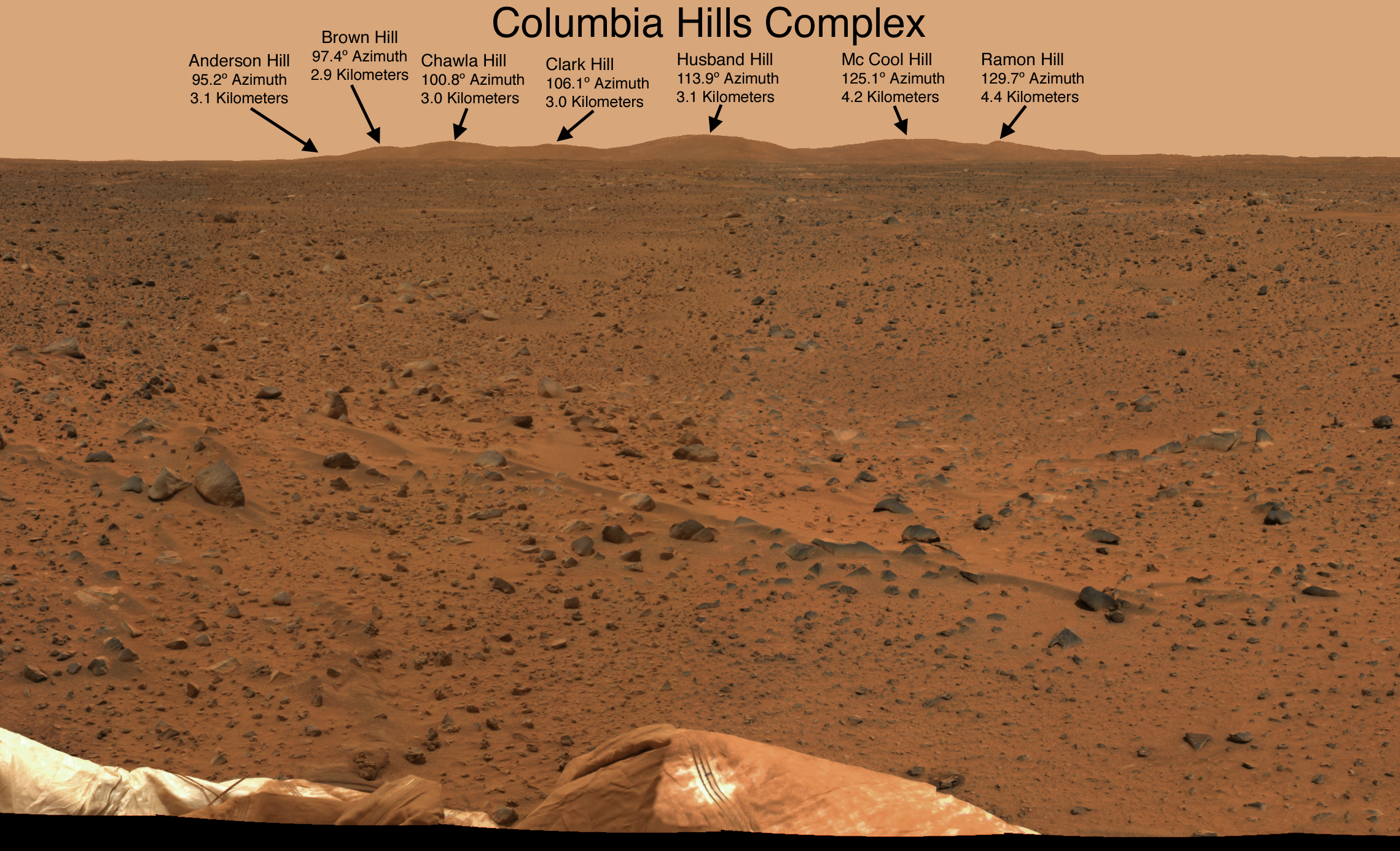
Wzgórza Columbia w kraterze Gusiew sfotografowane przez łazik Spirit

Gusiew – krater uderzeniowy na Marsie, o średnicy ok. 175 km. Jego współrzędne kartograficzne to ♂ 14,77°S 184,57°W/-14,770000 -184,570000. Nazwę kraterowi nadano w 1976 na cześć rosyjskiego astronoma Matwieja Gusiewa (1826-1866).
Krater ten został wybrany jako miejsce lądowania w 2004 bezzałogowej sondy MER-A, znanej powszechnie pod nazwą Spirit. Spodziewano się, że ten powstały przed około trzema miliardami lat krater uderzeniowy mógł być przez pewien czas wypełniony płynną wodą, a zatem jej ślady mogłoby się udać znaleźć na dnie krateru, będącym też dnem hipotetycznego jeziora, które mogło być zasilane wodą płynącą kanionem Ma'adim Vallis, łączącym się z kraterem od strony południowej. Łazik Spirit prowadził badania do marca 2010 roku.